# 中村明
中村 明（なかむら あきら、1935年9月9日 - ）は、日本の日本語学者。早稲田大学名誉教授。

## 人物
山形県鶴岡市生まれ。現在は東京都小金井市在住。山形県立鶴岡南高等学校(入学時は山形県立鶴岡高等学校）卒業、1959年早稲田大学国文科卒、1964年同大学院修士課程修了。国際基督教大学、成蹊大学教授、国立国語研究所員を経て、早稲田大学日本語研究センター教授を務め、2006年定年、名誉教授、山梨英和大学教授。

## 著書

### 単著
- 『名文』 （筑摩書房 1979／ちくま学芸文庫 1993）
- 『日本語レトリックの体系 文体のなかにある表現技法のひろがり』 （岩波書店 1991）
- 『日本語の文体 文芸作品の表現をめぐって』（岩波書店〈岩波セミナーブックス〉 1993）／改題『日本語文体論』 岩波現代文庫 2016
- 『センスある日本語表現のために 語感とは何か』 （中公新書 1994）
- 『悪文 裏返し文章読本』 （ちくま新書 1995／ちくま学芸文庫 2007）
- 『文章力をつける』 （日本経済新聞社 1997）／改題「文章作法入門」 ちくま学芸文庫 2002
- 『文章工房 表現の基本と実践』 （ちくま新書 1997）
- 『名文・名表現考える力読む力』 （講談社 1998）／改題「現代名文案内」 ちくま学芸文庫 2000
- 『名文作法』 （PHPエディターズ・グループ 1999）
- 『日本語案内』 （ちくま新書 2000）／加筆改題「たのしい日本語学入門」 ちくま学芸文庫 2011
- 『日本語のコツ ことばのセンスをみがく』 （中公新書 2002）
- 『手で書き写したい名文』 （角川書店 2002）
- 『文章読本 笑いのセンス』（岩波書店 2002） / 『笑いのセンス 日本語レトリックの発想と表現』岩波現代文庫 2011
- 『文章の技 書きたい人への77のヒント』 （筑摩書房 2003）

- 『文の彩り 顔・姿・心を描く名表現』 （岩波書店 2006）
- 『小津の魔法つかい ことばの粋とユーモア』 （明治書院 2007） / 改題『小津映画　粋な日本語』 ちくま文庫 2017
- 『語感トレーニング 日本語のセンスをみがく55題』 （岩波新書 2011）
- 『日本語の芸 作家のいる風景』 （明治書院 2011）
- 『日本語の美 書くヒント』 （明治書院 2011）
- 『文学の名表現を味わう 日本語のレトリックとユーモア』 （NHK出版「NHKカルチャーラジオ　文学の世界」 2012）
- 『文体トレーニング 名文で日本語表現のセンスをみがく』 （PHPエディターズ・グループ 2012）
- 『日本語の「語感」練習帖』 （PHP研究所 2013）
- 『比喩表現の世界 日本語のイメージを読む』 （筑摩選書 2013）/ 改題「比喩表現事典」講談社学術文庫 2025
- 『日本語のおかしみ　ユーモア文学と笑い』 （青土社 2013）
- 『吾輩はユーモアである　漱石の誘笑パレード』 （岩波書店 2013）
- 『美しい日本語』 （青土社 2014）
- 『日本語のニュアンス練習帳』 （岩波ジュニア新書 2014）
- 『日本の一文  30選』 （岩波新書 2016）
- 『日本語の作法　しなやかな文章術』 （青土社 2018）
- 『ユーモアの極意　文豪たちの人生点描』（岩波書店 2019）
- 『五感にひびく日本語』（青土社 2019）
- 『日本語の勘　作家たちの文章作法』（青土社 2020）
- 『日本語名言紀行』（青土社 2022）

### 編著
- 『作家の文体』 （筑摩書房 1977／ちくま学芸文庫 1997）
- 『文章プロのための日本語表現活用辞典』 （明治書院 1996）
- 『たとえことば辞典』 （東京堂出版 1996）
- 『人物表現辞典』 （筑摩書房 1997）
- 『日本語表現 現代を生きる表現行動のために』 （杉戸清樹、半澤幹一共編 明治書院 1999）
- 『現代日本語必携』（學燈社 2001）
- 『センスをみがく文章上達事典』（東京堂出版 2005、新装版2016）
- 『文章表現のための辞典活用法』（東京堂出版 2018）

### 辞典
- 『比喩表現辞典　角川小辞典』角川書店 1977
- 『感情表現辞典』六興出版 1979／東京堂出版 1993
- 『感覚表現辞典』東京堂出版 1995
- 『三省堂類語新辞典』 芳賀綏、森田良行共編、三省堂 2005
- 『漢字を正しく使い分ける辞典』集英社 2006
- 『日本語の文体・レトリック辞典』東京堂出版 2007
- 『日本語 語感の辞典』 岩波書店 2010、新版各・2019
- 『日本の作家名表現辞典』 岩波書店 2014
- 『分類たとえことば表現辞典』 東京堂出版 2014
- 『新明解類語辞典』 三省堂 2015
- 『日本語描写の辞典』 東京堂出版 2016
- 『音の表現辞典』 東京堂出版 2017
- 『日本語 笑いの技法辞典』 岩波書店 2017
- 『類語ニュアンス辞典』 三省堂 2020